# Csermely Károly
Csermely Károly, született Engl Károly Endre (Budapest, 1884. december 17. – 1976. március 30.) magyar technikus, autó és repülésügyi szakember.

## Életpálya
Engl Károly és Glosz Jozefa fia. A 20. század elején több, nagy teljesítménynek számító autótúrán vett részt. Megtette gépkocsival a Budapest – Párizs  (1904), majd a Budapest – Konstantinápoly (1912) utat. A Monarchia legnagyobb és legmodernebb garázsának, a Magyar Automobil Garázsnak tulajdonosa volt. Az első világháborúban a gépkocsijavítás irányítója, majd a gépkocsivezetés oktatója volt a hadseregben. A Tanácsköztársaság idején a hadsereg-parancsnokság gépkocsi-felülvizsgáló bizottságának volt szaktanácsadója.
Jeles képviselője a magyar repülés megszületésének, szakmai felkészültségével megbecsülést szerzett külföldön is a magyar repülésnek. Érdeklődését a repülés már 1910-ben felkeltette. Párizsban vásárolt Voisin típusú nyolchengeres, 90 lóerős gépével Budapest – Rákos-mező felett repült. Ő hajtotta végre 1910 májusában az első magyarországi, utassal végzett repülést. Egyike a rákosi repülők csoportjának, kitűnő pilóta. A háború után érdeklődése a motor nélküli repülés felé fordult. Elsőként használt autót a motor nélküli repülőgépek vontatására (1933). Fiával együtt Gödöllőn, megalapította az első magyar magániskolát a motor nélküli repülés oktatására. (Ifj. Csermely Károly sz. Budapest, majd nyomdokaiba lépett Csermely Tibor /Miskolc, 1953.07.28.-2015.11.26/ gépjárműtechnikus, autószerelő mester, gépész, de súlyos betegsége miatt munkáit 1994-től nem tudta folytatni.)
Házastársa Mandits Mária Anna Viktória volt, akivel 1907. január 7-én Budapesten kötött házasságot.

## Szakmai sikerek
Nemzetközi Repülőszövetség (franciául: Fédération Aéronautique Internationale) (FAI) 18. magyarként, az 1965-ben megtartott kongresszusán 80. születés napjára Paul Tissandier diplomát adományozott részére.